# 中國體育國際
中國體育國際有限公司，簡稱中國體育國際（英語：China Sports International Limited，SGX：FQ8），在1992年由林永建創立，而主要品牌為「野力」運動鞋等運動產品。現時主席及總裁為林少雄。
業務在中國內地經營生產及銷售原设备制造运动鞋、运动服和配件，總部位於福建省晋江市陈埭洋埭定兴工业区野力工业园。而主要代言人為飛輪海偶像組合。
而股份在2007年7月18日於新加坡交易所主板上市。招股價為0.8坡元，發行股份為100,000,000股，集資額為80,000,000坡元。

## 链接
- ChinaSportsIntl.com
- Yeli.cn